# Modern Architectural Research Group
Die Modern Architectural Research Group, auch MARS Group, war eine von 1933 bis 1957 im Vereinigten Königreich bestehende Architektengesellschaft. Sie wurde von einer Reihe von prominenten Architekten und Architekturkritikern zur Zeit des aufkommenden Internationalen Stils gegründet. Sie entstand nach mehreren erfolglosen Anläufen und sollte die Architekten der Moderne in Großbritannien stärken, so wie die Union des Artistes Modernes in Frankreich es bereits für das europäische Festland tat.
Die Idee dazu gab Sigfried Giedion, der beim Congrès International d’Architecture Moderne den englischen Architekturkritiker Philip Morton Shand darauf ansprach, Großbritannien solle an der Veranstaltung durch eine eigene Gruppe repräsentiert werden. Als Gründungsväter gelten neben Shand die Architekten Wells Coates, Maxwell Fry und F. R. S. Yorke. Sie wurden durch die englische Architektengruppe Tecton Group unterstützt, darunter zählten auch Ove Arup und John Betjeman. 
Die Denkfabrik veröffentlichte visionäre Ideen für die Stadtplanung und organisierte eine Reihe von Ausstellungen. Zu ihrer Hochzeit hatte die MARS Group zeitweise über 120 Mitglieder. Eine stark beachtete Ausstellung war die New Architecture exhibition, die zwischen dem 11. und dem 29. Januar 1938 in der New Burlington Galerie in London stattfand. Sie lockte zwar über 7.000 Besucher an, war dennoch ein finanzieller Misserfolg. Im Laufe der Jahre wurden die inhaltlichen Differenzen allerdings so stark, dass sie sich 1957 infolgedessen auflöste.